# Бежунчани
Бежунчани (пољ. Bieżuńczanie, Bieśniczanie, Biełżuczanie) — средњовековно западнословенско племе, насељавало је територију око горњег тока реке Лужичка Ниса и граничили су се са територијама лужичких племена и шлеских племена. Спомиње их «Баварски географ» у 9. веку као Besunzane.
Племе Бежунчана у другој половини 1. миленијума заузимало је територију данашње пограничне области Немачке, Пољске и Чешке са обе стране реке Нисе, у области данашњег пољског града Згожелеца, на истоку су вероватно заузимали територију до реке Квисе.
Бежунчани су били окружени другим западнословенским племенима, њихов сусед на истоку било је шлеско племе Бобрјани, на југу — Чешка племена, на западу и северо-западу — лужичкосрпско племе Милчани, а северно од Бежунчана било је племе Жаровљани (које је живело у близини данашњег града Жари).
Положај Бежунчана се углавном базира на указима «Баварског географа» о положају суседних племена: Шлезана, Дедошана, Лужичана и Милчана. Центар племена је био смештен у области горе Седло у близини савременог немачког града Герлица.
Ниједан други извор, осим «Баварског Географа», не спомиње племе Бежунчана. По мишљењу историчара, Бежунчани су били независно племе до 10. века, а потом су се измешали са Лужичкосрпским племеном Милчани. 
Територију коју су насељавали Бежунчани, колонизовали су Немци, а словенско становништво било је подвргнуто германизацији. Тренутно је пољски део бивше територије Бежунчана насељен Пољацима (где су насељени после Другог светског рата уместо депортованог немачког становништва), а немачки део територије Бежунчана — Немцима. У овој области налазе се очувана археолошка налазишта — старословенске градине и хумке.